# Diadegma laricinellum
Diadegma laricinellum är en stekelart som först beskrevs av Gabriel Strobl 1904.  Diadegma laricinellum ingår i släktet Diadegma och familjen brokparasitsteklar. Inga underarter finns listade i Catalogue of Life.